# Mantovani
Annunzio Paolo Mantovani (ur. 15 listopada 1905 w Wenecji, zm. 29 marca 1980 w Tunbridge Wells w Kent) – brytyjski skrzypek, pianista, kierownik orkiestry, dyrygent i kompozytor pochodzenia włoskiego.
W 1925 założył swoją pierwszą orkiestrę w hotelu Metropole w Londynie, na początku lat 30. – Tipica Orchestra. Karierę zawodową rozpoczął mając 17 lat. Pierwszy raz publicznie wystąpił w 1934. W l. 1935–1936 nagrywał dla wytwórni Regal Zonophone. W latach 50. i 60. kierował słynną angielską Mantovani Orchestra, z którą stworzył w muzyce rozrywkowej swój własny styl w ramach sweet music, oparty na specyficznym śpiewnym brzmieniu rozbudowanej sekcji smyczkowej.
W latach 1955–1966 na listach przebojów znalazło się 28 jego albumów. Był pierwszym muzykiem, którego platynowy album stereo został sprzedany w nakładzie miliona egzemplarzy. W 1956 otrzymał nagrodę Ivor Novello Awards za wkład w muzykę popularną. W 1966 otrzymał „diamentową nagrodę” za łączną sprzedaż 50 milionów płyt.
Do największych przebojów w repertuarze Mantovani Orchestra należały: Charmaine, Moulin Rouge, Wyoming, Greenleeves, Red Sails in the Sunset, Serenade in the Night.

## Wybrane płyty
- Mantovani Plays the Music of Irving Berlin (1956)
- The American Scene (1960)
- Themes from Broadway (1961)
- American Waltzes (1962)